# Jakaranda
Jakaranda (lat. Jacaranda), biljni rod iz porodice katalpovki. Pripada mu pedesetak vrsta listopadnog ili vazdazalenog drveća koje raste po Srednjoj i Južnoj Americi. Tipična je vrsta Bignonia caerulea L., sinonim za Jacaranda caerulea (L.) Juss.; vrsta drveta iz Kariba.

## Etimologija
Ime roda dolazi iz jezika Tupí Indijanaca,  yacarandá, jakaraná, jakarandá, u značenju mirisav.

## Opis
Rod je opisan u Genera Plantarum 138. 1789. . Ovaj rod poznat je po svojim zapanjujućim ljubičasto-plavim cvjetovima. Drugi naziv za stablo Jacaranda je "drvo plave trube", što se odnosi na oblik njegovih cvjetova. Najčešća vrsta koja se uzgaja u ukrasne svrhe je Jacaranda mimosifolia, cijenjena zbog svojih listova poput paprati i cvjetova u obliku trube. Jacaranda stabla posebno su popularna u Australiji zbog njihovog živopisnog cvijeća.

## Vrste
1. Jacaranda acutifolia Humb. & Bonpl.
2. Jacaranda arborea Urb.
3. Jacaranda bracteata Bureau & K. Schum.
4. Jacaranda brasiliana (Lam.) Pers.
5. Jacaranda bullata A.H.Gentry
6. Jacaranda caerulea (L.) Juss.
7. Jacaranda campinae A.H.Gentry & Morawetz
8. Jacaranda carajasensis A.H.Gentry
9. Jacaranda caroba (Vell.) DC.
10. Jacaranda caucana Pittier
11. Jacaranda ceratophora (A.H.Gentry) Ragsac
12. Jacaranda copaia (Aubl.) D.Don
13. Jacaranda cowellii Britton & Wilson
14. Jacaranda crassifolia Morawetz
15. Jacaranda cuspidifolia Mart.
16. Jacaranda decurrens Cham.
17. Jacaranda densicoma Mart. ex A.DC.
18. Jacaranda duckei Vattimo
19. Jacaranda egleri Sandwith
20. Jacaranda ekmanii Alain
21. Jacaranda glabra (A.DC.) Bureau & K.Schum.
22. Jacaranda goiasensis Vattimo
23. Jacaranda grandifoliolata A.H.Gentry
24. Jacaranda hesperia Dugand
25. Jacaranda heterophylla M. M. Silva
26. Jacaranda hirsuta Vattimo
27. Jacaranda intricata A.H.Gentry & Morawetz
28. Jacaranda irwinii A.H.Gentry
29. Jacaranda jasminoides (Thunb.) Sandwith
30. Jacaranda laurifolia (Benth.) Ragsac
31. Jacaranda macrantha Cham.
32. Jacaranda macrocarpa Bureau & K.Schum.
33. Jacaranda micrantha Cham.
34. Jacaranda microcalyx A.H.Gentry
35. Jacaranda mimosifolia D.Don
36. Jacaranda montana Morawetz
37. Jacaranda mutabilis Hassl.
38. Jacaranda obovata Cham.
39. Jacaranda obtusifolia Humb. & Bonpl.
40. Jacaranda orinocensis Sandwith
41. Jacaranda paucifoliata Mart. ex DC.
42. Jacaranda poitaei Urb.
43. Jacaranda praetermissa Sandwith
44. Jacaranda puberula Cham.
45. Jacaranda pulcherrima Morawetz
46. Jacaranda racemosa Cham.
47. Jacaranda rondoniae Vattimo
48. Jacaranda rufa Silva Manso
49. Jacaranda rugosa A.H.Gentry
50. Jacaranda selleana Urb.
51. Jacaranda simplicifolia K.Schum. ex Bureau & K.Schum.
52. Jacaranda sparrei A.H.Gentry
53. Jacaranda subalpina Morawetz
54. Jacaranda ulei Bureau & K.Schum.